# ボジェナ・ニェムツォヴァー
ボジェナ・ニェムツォヴァー（チェコ語: Božena Němcová, 1820年2月4日 - 1862年1月21日）は、オーストリア帝国ウィーン出身のチェコの小説家。近代のチェコにおける散文の創始者とされる。
チェコの通貨単位500チェコ・コルナに肖像画が描かれており、ラチボジツェに住んでいた母方の祖母マグダレーナ・ノヴォトナ（Magdalena Novotná）と暮らし、後に大きな影響を受けて1855年に著した彼女の代表作『おばあさん』は平凡な祖母の持つオプティミズムと生涯をロマンティックに描いたもので、チェコの国民であれば誰一人読まない人は居ないと称されるほどチェコでは著名な作品である。
チェコ文学者の栗栖継は『おばあさん』をチェコ最大の国民文学と評し、日本では1971年に栗栖継の翻訳によって岩波文庫から刊行されていた。また作家の傍ら、婦人解放運動の先駆者として名高く、税関吏を務めていた夫ヨセフ・ニェミツ（Josef Němec）と共に反オーストリア的思想を持ったため迫害され、ニェムツォヴァーの生活は生涯貧乏であった。

## 生涯
1820年2月4日にオーストリア帝国のウィーンに、ドイツ人の父ヨハン（Johann Pankel）とチェコ人の母Terezie Panklováとの間に生まれるが、少女時代の5年間はラチボジツェで母方の祖母マグダレーナ・ノヴォトナの元で暮らし、後に著す長編小説『おばあさん』に見られるように彼女から大きな影響を受ける。
1837年、ニェムツォヴァーは17歳の時に15歳年上の税関吏ヨセフ・ニェミツ（Josef Němec）と結婚する。ヨセフは反オーストリア的な思想を持ち合わせていたため、度々転勤を命じられていたが最終的にプラハに定まった。夫の転勤で各地を回るたびにニェムツォヴァーはチェコの文壇に触れ、民話に関心を示して1845年頃に『民話集』を著した。
1855年には彼女の代表作『おばあさん』を著して、一躍有名となった。また、婦人解放運動の先駆者としても活躍したが迫害や貧乏のため1862年1月21日に41歳で亡くなった。

## ギャラリー

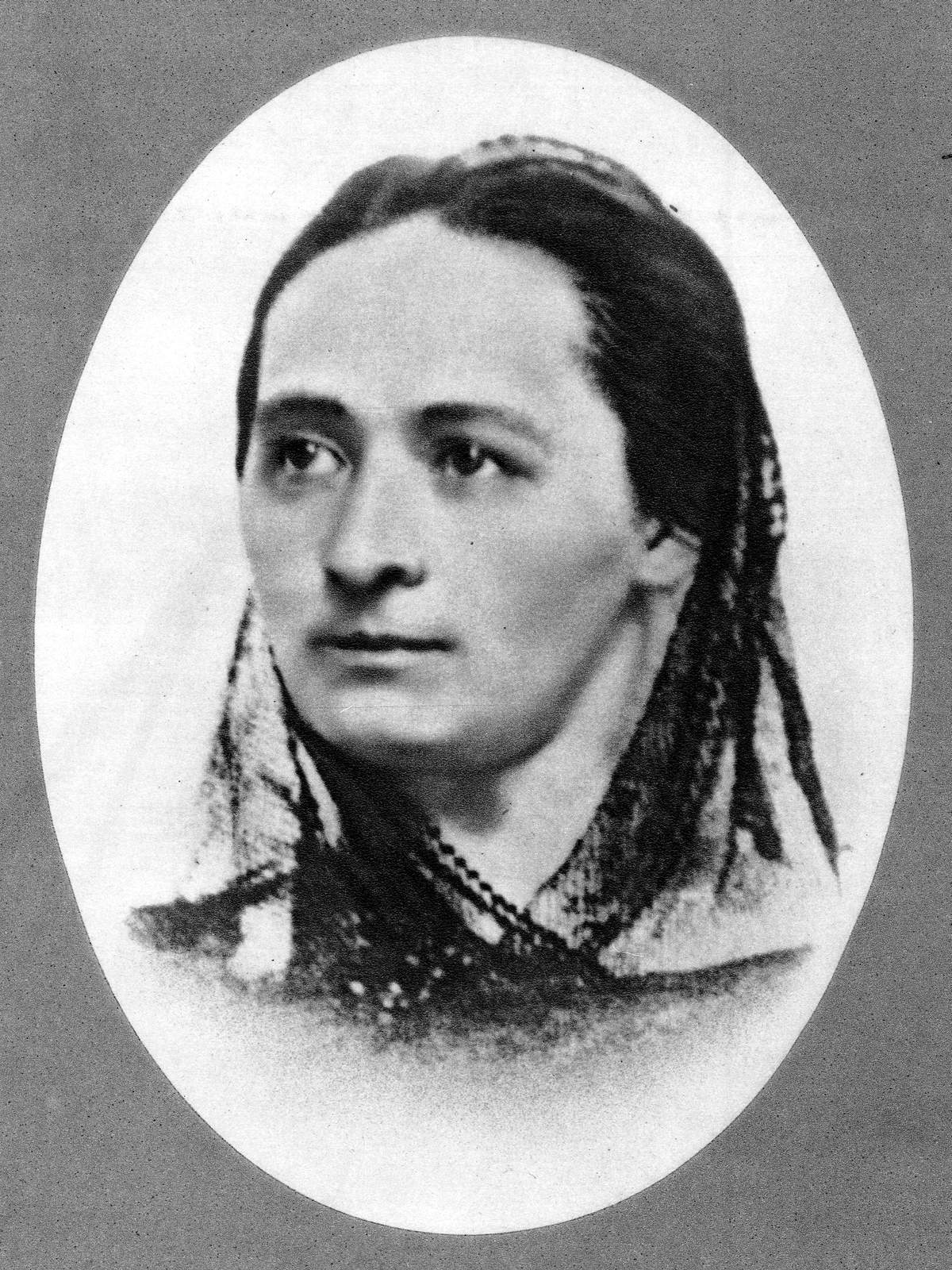
ダゲレオタイプで再現した写真
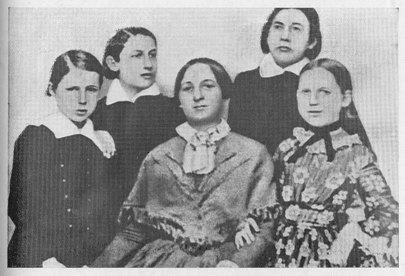
ニェムツォヴァーと4人の子供
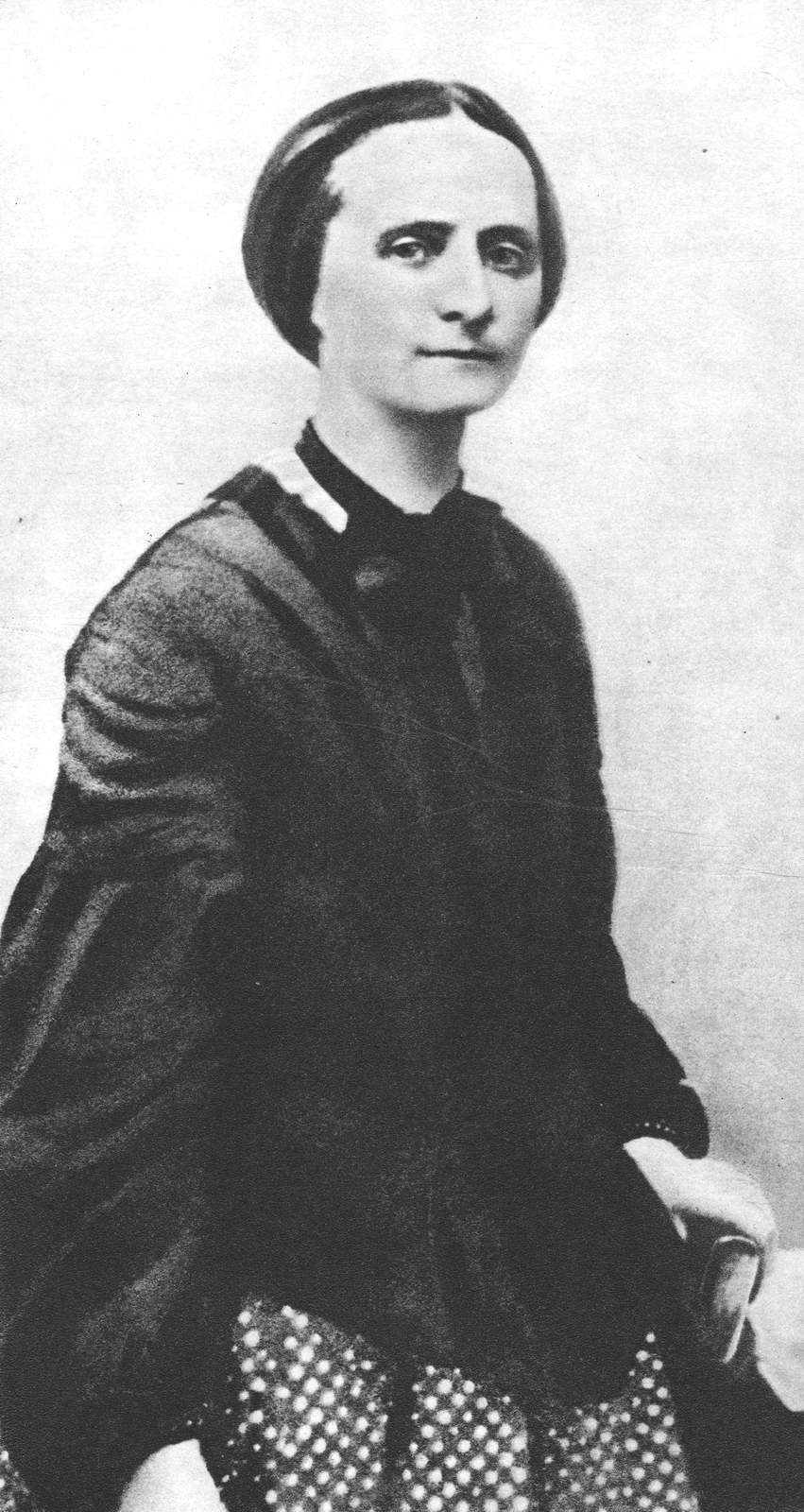
1860年頃に撮影されたニェムツォヴァー生前最後の写真
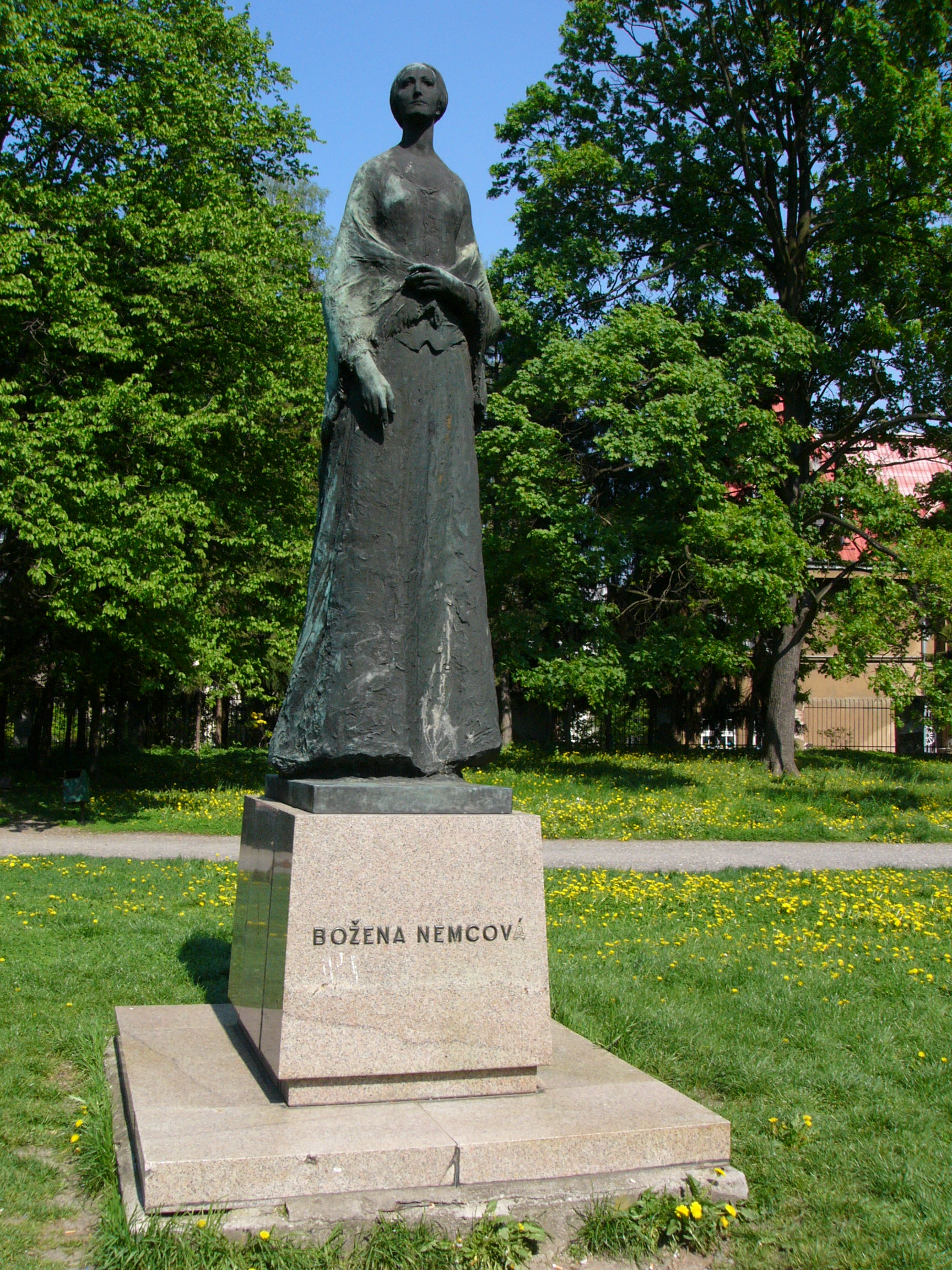
ニェムツォヴァーの銅像